# 蒂森克虏伯
蒂森克虏伯股份公司（德語：ThyssenKrupp AG），德国重工业公司，1999年由蒂森股份公司和腓特烈·克虏伯股份公司合并而成，德国股票指数DAX的成分公司，在2010年财富世界500强中排名第123位。該公司本身是鋼鐵生產商，專門為汽車工業、電梯等行業提供零件。目前其總部位處德國埃森，有670個子公司，分佈於全球。

## 历史
公司是由兩家公司構成，其一是1871年成立之蒂森公司，其二是於1811年成立之克虜伯公司，皆是鋼鐵廠。
在普鲁士和纳粹德国崛起的过程中，克虏伯是军工产品的主要生產商，為德軍設計及製造大量火砲，因此两次世界大战時，该公司总是处于风口浪尖之上。而蒂森公司，則一直為各國的汽車工業提供零部件和其他技術，如在意大利之都靈就設有工廠，提供汽車機械等技術。
於1980年代，兩家工廠已經開始有過合併之談判，並有過多次合作。1997年至1999年間，兩家公司用了兩年時間完成合併。
2018年6月29日蒂森克虜伯同意與印度塔塔鋼鐵合旗下的歐洲鋼鐵業務。合併後的「蒂森克虜伯塔塔鋼鐵公司」（Thyssenkrupp Tata Steel）總部設在荷蘭，將成為歐洲第二大鋼鐵業者，僅次於阿賽洛米塔爾（ArcelorMittal）合資公司擁有34家工廠，員工達4萬8,000人，兩家公司將在合併後的公司中各持一半股份。
2018年9月27日蒂森克虜伯計劃將集團分拆為兩家公司：蒂森克虜伯工業公司（Thyssenkrupp Industrials）和蒂森克虜伯材料公司（Thyssenkrupp Materials），前者將負責電梯、汽車用品和工廠建設等幾大核心業務，後者將負責海事、鋼材、材料貿易和鋼鐵相關加工業務。鋼鐵業務則已和塔塔合作，成立了雙方持股50∶50的合資公司，兩家公司都將上市。
2019年5月10日歐盟委員會否決蒂森克虜伯和印度塔塔鋼鐵合併旗下的歐洲鋼鐵業務的計劃，由於合併計劃失敗，蒂森克虏伯放棄將公司一分為二的計劃，改為将電梯業務分拆上市，但該計劃最後亦告放棄。
2020年7月，蒂森克虜伯電梯被安宏資本及Cinven私募基金收購多數股權，並於翌年3月起改名為蒂升电梯；至於蒂森克虜伯則保留在該公司的10%權益。
2024年11月，蒂森克虜伯宣布计划到2030年裁员超11000名工人

## 產品
- 鋼材
- 汽車零件
- 船隻

## 画廊

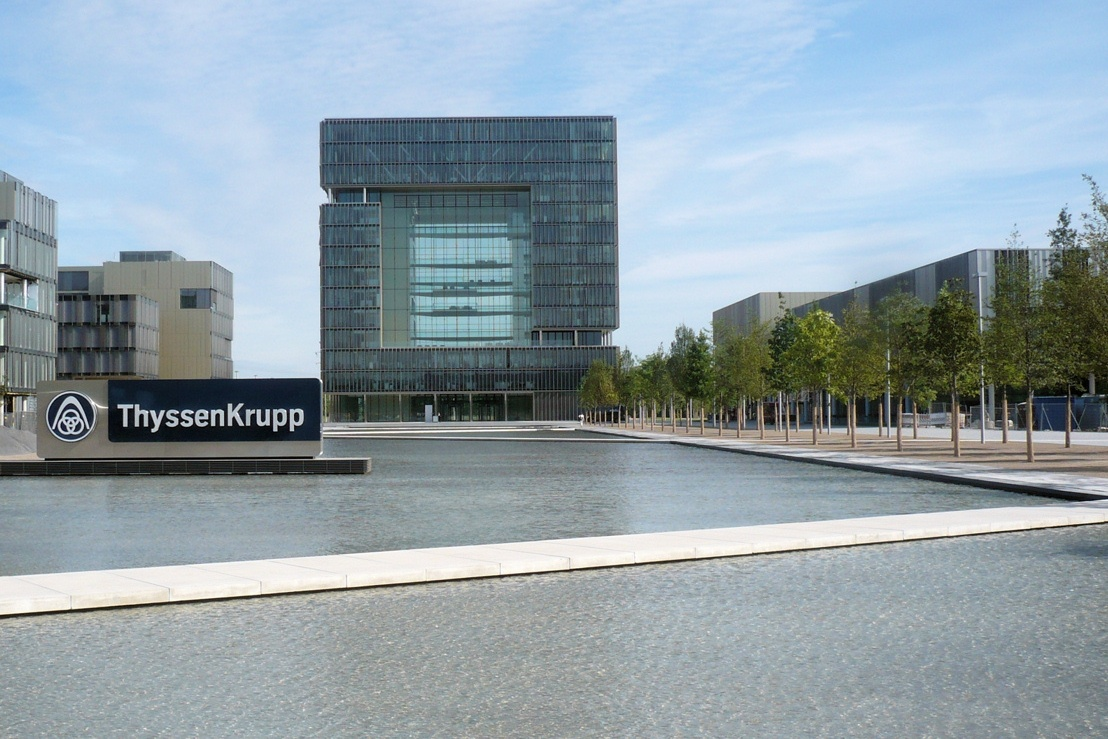
德国埃森總部
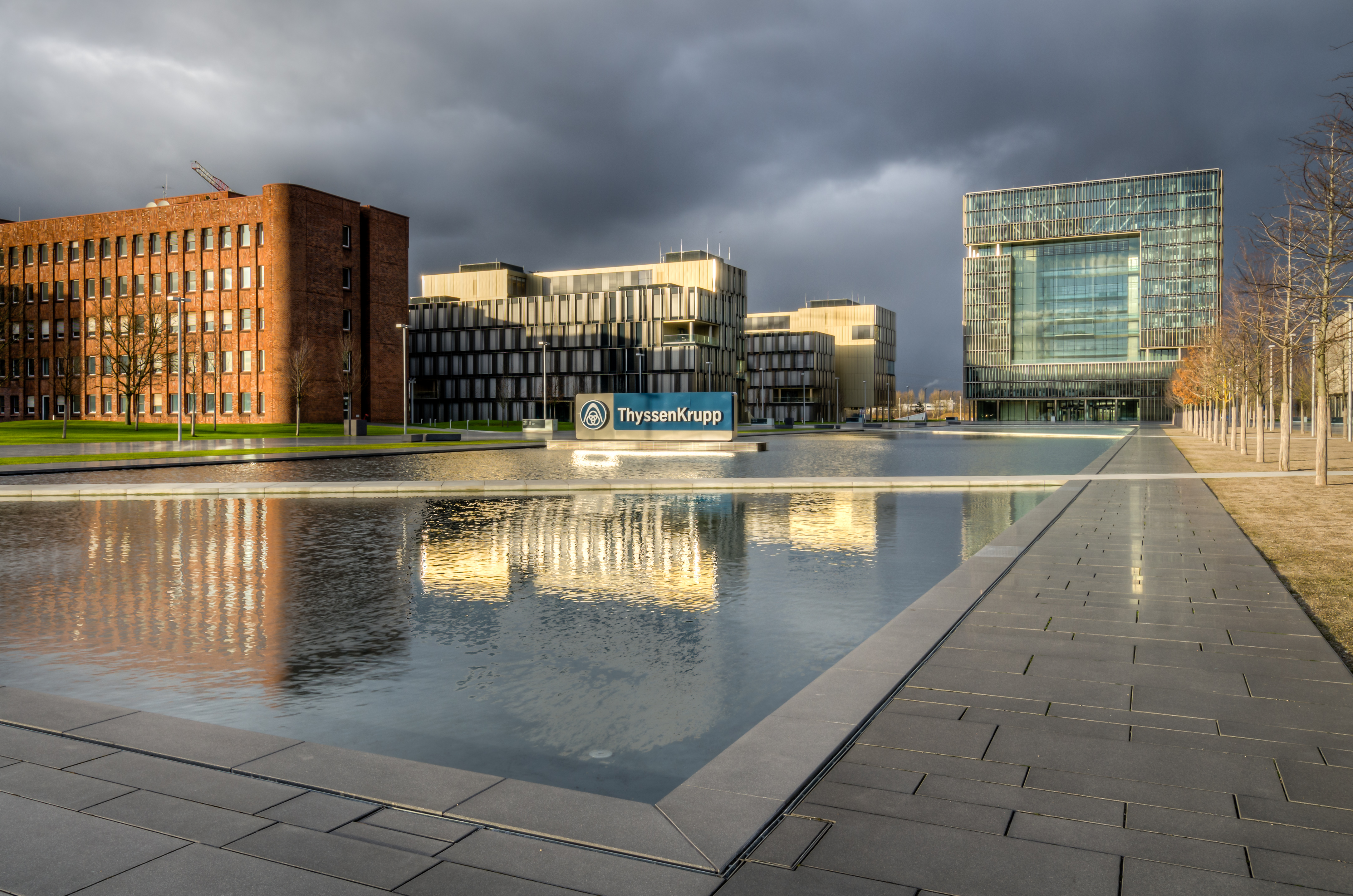
德国埃森總部
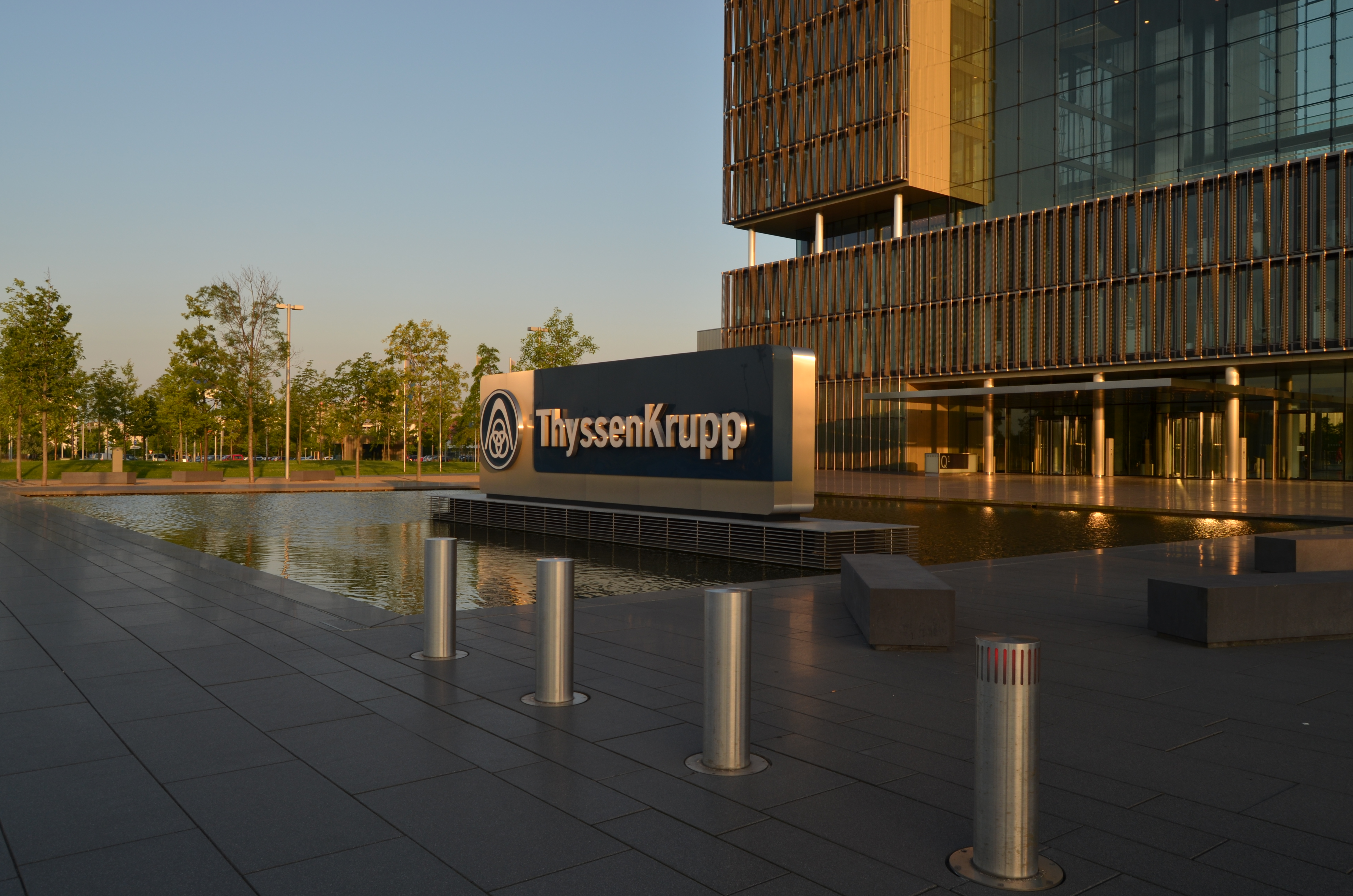
总部入口
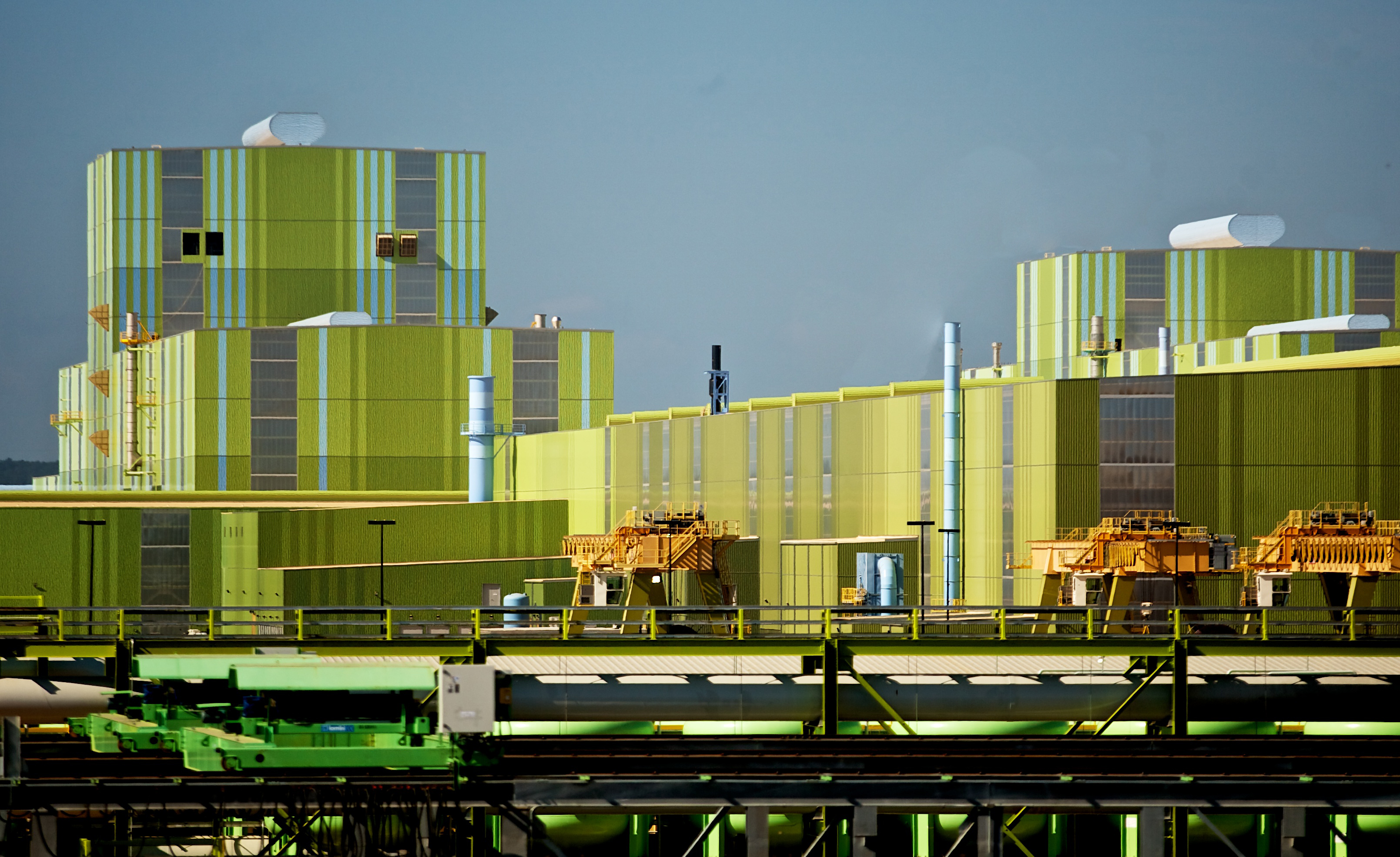
美国阿拉巴马州分部
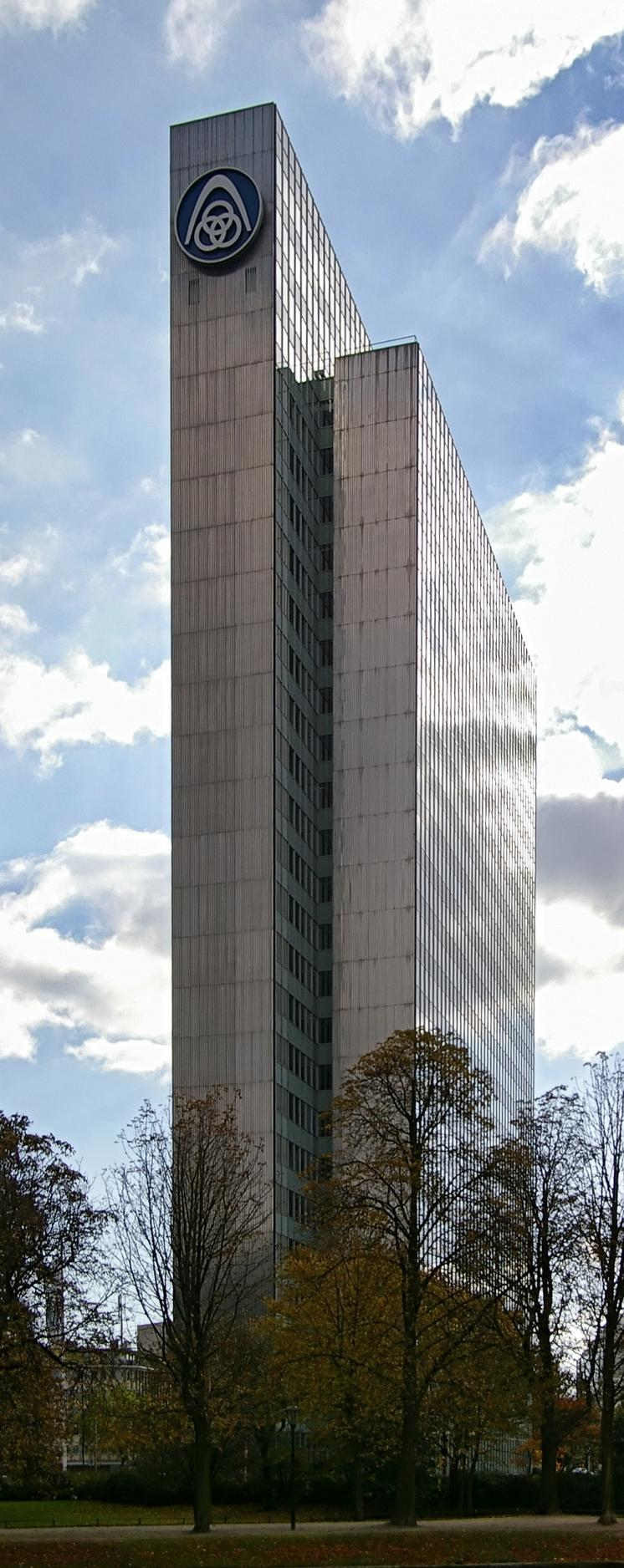
德国杜塞尔多夫
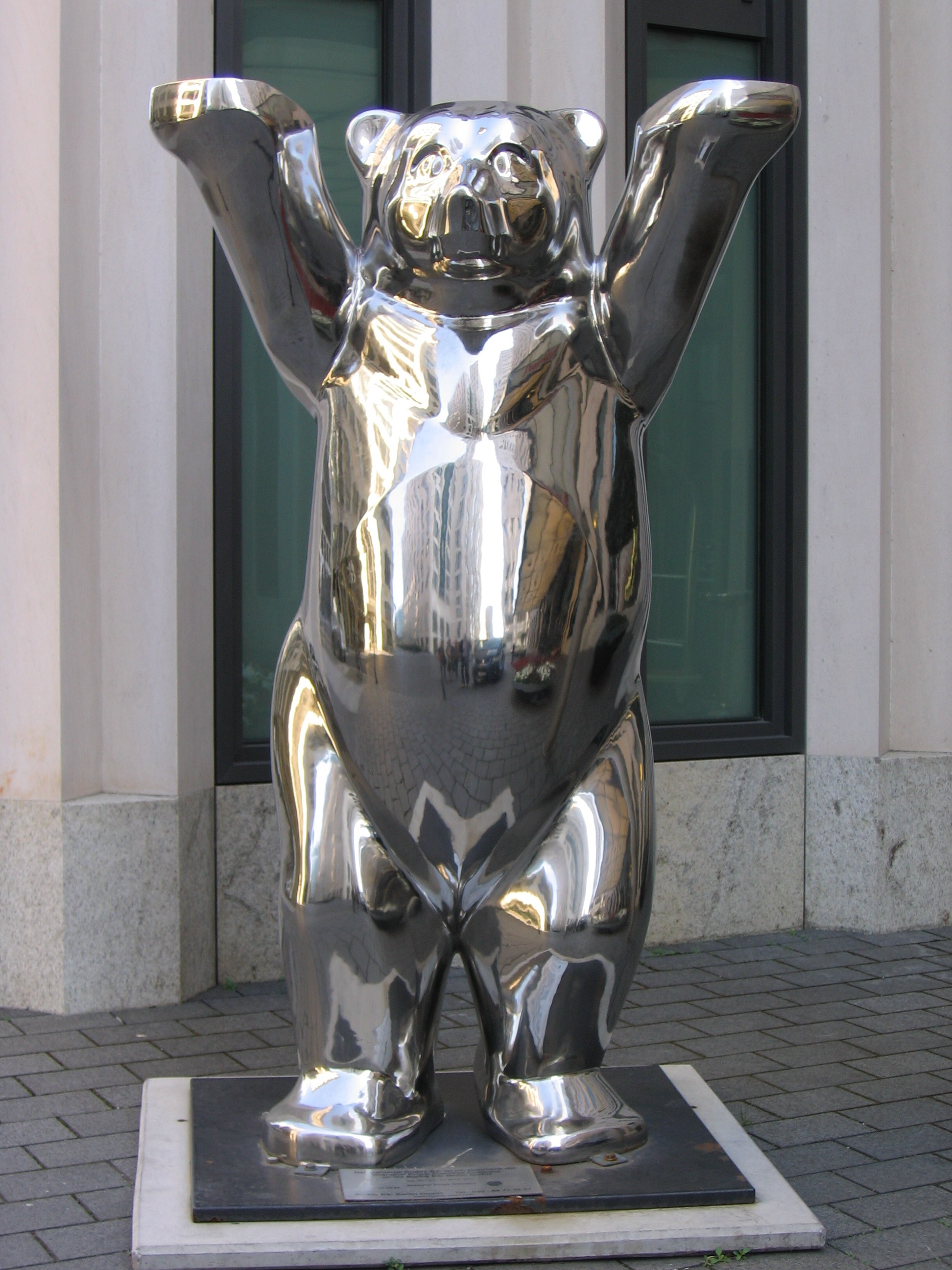
在柏林的联合巴迪熊不锈钢雕像, 上海克虏伯不锈钢厂制造